# 프리보드
프리보드(Free Board)는 한국금융투자협회가 '자본시장과 금융투자업에 관한 법률' 제 286조 1항4호, '자본시장과 금융투자업에 관한 법률 시행령' 제 178조 1항 및 금융위원회의 '금융투자업규정' 제 5-2조에 따라 증권시장(유가증권, 코스닥, 코넥스)에 상장되지 아니한 주권의 장외매매를 위하여 운영하는 장외시장을 말한다. 2000년 3월 프리보드 시장의 전신인 장외주식 호가중개시스템(제3시장)을 개설하였고, 2005년 7월 13일 시장운영 관련제도를 개선하고 벤처기업의 소액주주에 대한 양도소득세를 비과세하는 등 기존의 제3시장 제도를 개편하여 '프리보드(Free Board)' 시장이란 명칭으로 새롭게 출범하였다(2005년 7월13일) 그러나 2013년 코넥스 시장 출범으로 인하여 제 4시장 제도로 밀려났다.